# Trastorno desintegrativo de la infancia
El trastorno o síndrome desintegrativo de la infancia, también conocido como síndrome de Heller o psicosis desintegrativa, es una condición rara caracterizada por una aparición tardía (>2 años de edad) de retrasos en el desarrollo del lenguaje, la función social y las habilidades motrices. Los investigadores no han tenido éxito al encontrar una causa para este desorden.
Está incluido dentro del trastorno del espectro autista junto con el autismo clásico, síndrome de Asperger y autismo atípico pero se suele observar un periodo aparente de desarrollo bastante normal antes de aparecer una regresión (o serie de regresiones) en las habilidades. Muchos niños ya se encuentran con algo de retraso cuando la enfermedad se hace patente, pero estas demoras no son siempre obvias en los niños más pequeños.
La edad en la cual sobreviene esta regresión varía, y puede ocurrir entre los 2 y los 10 años.
La regresión puede ser muy repentina, y el niño puede expresar incluso su preocupación sobre lo que está sucediendo, para sorpresa de los padres. Algunos niños describen o parecen estar reaccionando ante alucinaciones, pero el síntoma más obvio es que las habilidades adquiridas aparentemente se pierden. Muchos escritores la han definido como una enfermedad devastadora, que afecta tanto a la familia como al futuro del individuo. Como es el caso de todas las categorías de trastornos generalizados del desarrollo, existe una controversia considerable acerca del tratamiento correcto para este síndrome.
Fue descrito por el educador austríaco Theodore Heller en 1908, 35 años antes de que Leo Kanner describiera el autismo, pero no se ha reconocido oficialmente hasta hace poco. Heller utilizaba la denominación de dementia infantilis para este síndrome.